# Pronefro
Il pronefro è il primo stadio dello sviluppo embrionale dell'apparato urinario.  Il pronefro si sviluppa dalla cresta nefrogena, a livello della regione craniale o anteriore.
Inizialmente si nota la formazione di tubuli pronefrici che successivamente confluiscono in un dotto archinefrico, il quale prosegue in direzione antero-posteriore fino a sboccare nella cloaca. Si possono notare tubuli glomerulari e tubuli aglomerulari: i primi non sono connessi al celoma, mentre i secondi vi sono connessi attraverso una struttura imbutata ciliata definita nefrostoma.
Durante lo sviluppo embrionale il pronefro degenera e si sviluppa il mesonefro.
Il pronefro è il rene funzionale negli embrioni e nelle larve dei ciclostomi, dei pesci gnatostomi e degli anfibi; tutti questi animali mostrano il mesonefro come rene funzionale nell'adulto che, in seguito alla formazione di tubuli nella regione posteriore della cresta nefrogena, diviene opistonefro.